# هنری سوم
هنری سوم (به انگلیسی: Henry III) (۱ اکتبر ۱۲۰۷ میلادی - ۱۶ نوامبر ۱۲۷۲ میلادی) پادشاه انگلستان و لرد ایرلند از سال ۱۲۱۶ میلادی تا هنگام مرگش در سال ۱۲۷۲ میلادی بود.

## سال‌های آغازین و رسیدن به سلطنت
هنری سال ۱۲۰۷ میلادی در قلعه وینچستر در همپشر زاده شد. او بزرگ‌ترین پسر جان، پادشاه وقت انگلستان بود. پس از پدرش در سال ۱۲۱۶ میلادی با عنوان هنری سوم بر تخت پادشاهی نشست. از آنجا که هنری ۹ سال بیشتر نداشت، ادارهٔ امور را ویلیام مارشال، ارل پمبروک و هیوبرت دی برگ، ارل کِنت به عنوان نایب‌السلطنه بر عهده گرفتند. با توجه به دوره طولانی خردسالی او، بارون‌ها هر آنچه از دستشان برمی‌آمد برای بیرون کشیدن حاکمیت از سلطه دستگاه سلطنت کردند.
ویلیام مارشال سال ۱۲۱۹ میلادی درگذشت و هنری سال ۱۲۲۷ میلادی با اعلام اینکه دیگر به سن بلوغ رسیده‌است، ادارهٔ تمام امور را خود به عنوان پادشاه در دست گرفت. او هیوبرت دی برگ را سال ۱۲۳۲ میلادی از قدرت خلع نمود و بر حق پادشاهی و قدرت مطلق خود اصرار ورزید. این پافشاری مستبدانه، او را در تقابل با مگنا کارتا که در زمان پادشاهی جان به امضا رسیده بود قرار داد و زمینه‌ساز ضدیت بسیاری از نجیب‌زادگان با او شد.
هنری، همانند چند پادشاه پیش از خود، بیش از آن که انگلیسی باشد، فرانسوی بود. او خود را در دربار در حلقه مشاوران غالباً فرانسوی قرار داد. هنری با النور، دختر کنت پروانس در فرانسه، ازدواج کرد و در انگلستان و در دربار خود به زبان فرانسوی سخن می‌گفت. این مسئله موضوعی قابل توجه برای جامعه انگلستان به حساب می‌آمد که در این زمان در حال شکل‌دهی به فرهنگی منحصر به فرد از جمله در زمینه زبان و ادبیات مستقل از بدنه اصلی قاره اروپا برای خود بود. نتیجتا هنری هیچگاه از پشتیبانی و حسن نیت عمومی زیادی برخوردار نبود تا هنگام مشکلات از آن استفاده کند. آنقدر بد امور را اداره کرد که حتی روحانیون مذهبی انگلیسی نیز علیه او شوریدند.

## شورش بارون‌ها
هنری سوم همانند پدرش همواره مقروض بود و به دنبال راهی برای افزایش درآمدها خود می‌گشت. سال ۱۲۵۰ میلادی سلطنت پادشاهی سیسیل بدون متصدی شد و پاپ تخت پادشاهی آن را به «بالاترین پیشنهاد دهنده» ارائه کرد. سال ۱۲۵۴ میلادی، هنری سوم در صدد حمله به پادشاهی سیسیلی و گرفتن آن برای دومین پسرش ادموند برآمد. او برای انجام این کار به حمایت بارون‌ها نیاز داشت و مجبور به کمک گرفتن از آنان شد. بارون‌ها که هنری را دنباله‌روی پدرش جان می‌دیدند مصمم به کنترل قدرت مطلق پادشاه شدند و سال ۱۲۵۸ میلادی مفادنامه آکسفورد را که اختیارات پادشاه را محدود و ادارهٔ امور دولتی را به یک شورای بارونی می‌سپارد، به هنری سوم ارائه کردند. مخالفت هنری با این مفادنامه و تلاش او برای اعادهٔ قدرت پادشاهی‌اش منجر به شورش بارون‌ها به رهبری سیمون دو مانفور علیه او شد و جنگی داخلی معروف به دومین جنگ بارون‌ها آغاز گردید. آنها بسیاری از مناطق جنوب‌شرقی انگلستان را به تصرف خود درآوردند و در نبرد لوئس (۱۲۶۴) موفق شدند هنری سوم را دستگیر کنند. با این حال یک سال بعد در نبرد ایوشام (۱۲۶۵) از نیروهای شاهزاده ادوارد شکست خوردند، سیمون دو مانفور کشته شد و هنری سوم بار دیگر به قدرت بازگشت. در ۱۲۶۶ توافقنامه‌ای به نام قرارداد کنیلورث نوشته شد که مورد قبول هنری نیز واقع گردید، هرچند که این قرارداد نیز او را به رعایت مفاد ماگنا کارتا فرا می‌خواند. شورش‌ها و مقاومت سازمان‌یافته علیه هنری سوم در سال ۱۲۶۷ پایان یافت و او تا پایان عمرش تقریباً دوران آرامی را سپری کرد.

## مرگ
هنری سوم پس از ۵۶ سال سلطنت روز ۱۶ نوامبر ۱۲۷۲ میلادی در لندن و در سن ۶۵ سالگی درگذشت. پیکر او را در کلیسای وست‌مینستر به خاک سپردند. جانشین او پسر بزرگش ادوارد بود که با عنوان ادوارد یکم بر تخت پادشاهی انگلستان نشست.